# Kamienica przy Rynku 16 w Starogardzie Gdańskim
Kamienica przy Rynku 16 – zabytkowa kamienica w Starogardzie Gdańskim, znajdująca się na południowej pierzei miejskiego Rynku, którego jest jedną z najszerszych kamienic.
Jest to neomanierystyczny budynek, trójkondygnacyjny, wpisany do rejestru zabytków pod numerem A-1611 decyzją z dnia 10 grudnia 1996. Na początku XIX wieku w budynku mieścił się skład wyrobów tytoniowych oraz restauracja Pod Białym Orłem prowadzona przez Ludwika Falkowskiego. 